# LelleBelle
LelleBelle is een Nederlandse film uit 2010. De film werd geregisseerd door Mischa Kamp naar een script van Jacqueline Epskamp en Tamara Monzon. De hoofdrollen werden gespeeld door Anna Raadsveld, Benja Bruijning en Charlie Chan Dagelet.
Vanuit het BNN-televisieprogramma Spuiten en Slikken ontstond al in 2006 het idee om een vrouwvriendelijke erotische film te maken, dit werd de Telefilm LelleBelle. De film werd op 9 oktober 2010 bij BNN uitgezonden op Nederland 3 en verscheen op 21 januari 2011 op dvd.

## Verhaal
Belle is negentien en waar iedereen in haar kleine dorp aan seks denkt, wil Belle alleen viool spelen. Totdat ze erachter komt dat haar oorlel erg gevoelig is. Ze doet auditie voor het conservatorium en gaat op een muzikale en seksuele ontdekkingsreis in de grote stad.

## Rolverdeling
| Acteur                | Personage        | Opmerkingen |
| --------------------- | ---------------- | ----------- |
| Anna Raadsveld        | Belle            | hoofdrol    |
| Benja Bruijning       | Jesse            |             |
| Charlie Chan Dagelet  | Yukshi           |             |
| Tom Van Landuyt       | Vincent          |             |
| Renée Fokker          | Moeder Belle     |             |
| Joost Bolt            | Hendrik          |             |
| Isis Cabolet          | Tara (zus Belle) |             |
| Roscoe Leijen         | Gigolo John      |             |
| Tom Jansen            | Leraar Wolf      |             |
| Maureen Teeuwen       | Jurylid #1       |             |
| Barbara Beernink      | Jurylid #2       |             |
| Chava Voor in 't Holt | Dorpsmeisje #1   |             |
| Tess Milne            | Dorpsmeisje #2   |             |

## Muziek
Aan de soundtrack van LelleBelle werkten onder meer David Dramm, Het Paleis van Boem, Perquisite, en The Souldiers mee. Daarnaast bevat de film muziek van artiesten als The Temper Trap, The xx, Anouk, en Sigur Rós.